# Белзоні (Міссісіпі)
Белзоні (англ. Belzoni) — місто (англ. city) в США, в окрузі Гамфріс штату Міссісіпі. Населення — 1938 осіб (2020).

## Географія
Белзоні розташоване за координатами 33°10′50″ пн. ш. 90°29′11″ зх. д. / 33.18056° пн. ш. 90.48639° зх. д. (33.180498, -90.486286).  За даними Бюро перепису населення США в 2010 році місто мало площу 2,64 км², уся площа — суходіл.

### Клімат
| Клімат : Белзоні      | Клімат : Белзоні | Клімат : Белзоні | Клімат : Белзоні | Клімат : Белзоні | Клімат : Белзоні | Клімат : Белзоні | Клімат : Белзоні | Клімат : Белзоні | Клімат : Белзоні | Клімат : Белзоні | Клімат : Белзоні | Клімат : Белзоні | Клімат : Белзоні |
| Показник              | Січ.             | Лют.             | Бер.             | Квіт.            | Трав.            | Черв.            | Лип.             | Серп.            | Вер.             | Жовт.            | Лист.            | Груд.            | Рік              |
| Середній максимум, °C | 12,2             | 14,4             | 19,4             | 24,4             | 28,9             | 32,8             | 33,9             | 33,9             | 31,1             | 25,6             | 18,9             | 13,9             | 23,9             |
| Середній мінімум, °C  | 1,7              | 3,3              | 7,2              | 11,7             | 16,7             | 20,6             | 21,7             | 21,1             | 17,8             | 11,1             | 6,1              | 2,8              | 11,7             |
| Норма опадів, мм      | 137              | 124              | 142              | 132              | 124              | 91               | 109              | 76               | 74               | 84               | 119              | 140              | 1356             |
| --------------------- | ---------------- | ---------------- | ---------------- | ---------------- | ---------------- | ---------------- | ---------------- | ---------------- | ---------------- | ---------------- | ---------------- | ---------------- | ---------------- |
| Джерело: Weatherbase  |                  |                  |                  |                  |                  |                  |                  |                  |                  |                  |                  |                  |                  |

## Демографія
Згідно з переписом 2010 року, у місті мешкало 2235 осіб у 824 домогосподарствах у складі 543 родин. Густота населення становила 847 осіб/км².  Було 909 помешкань (345/км²).
Расовий склад населення:
| - 75,4 % — чорних або афроамериканців - 22,7 % — білих - 0,6 % — азіатів - 0,3 % — корінних американців |

До двох чи більше рас належало 0,3 %. Частка іспаномовних становила 1,3 % від усіх жителів.
За віковим діапазоном населення розподілялося таким чином: 28,1 % — особи молодші 18 років, 60,7 % — особи у віці 18—64 років, 11,2 % — особи у віці 65 років та старші. Медіана віку мешканця становила 33,8 року. На 100 осіб жіночої статі у місті припадало 91,5 чоловіків;  на 100 жінок у віці від 18 років та старших — 83,2 чоловіків також старших 18 років.
Середній дохід на одне домашнє господарство  становив 38 414 долари США (медіана — 21 607), а середній дохід на одну сім'ю — 46 295 доларів (медіана — 30 100). Медіана доходів становила 33 021 долар для чоловіків та 22 500 доларів для жінок. За межею бідності перебувало 36,8 % осіб, у тому числі 39,1 % дітей у віці до 18 років та 24,6 % осіб у віці 65 років та старших.
Цивільне працевлаштоване населення становило 671 осіб. Основні галузі зайнятості: виробництво — 20,7 %, освіта, охорона здоров'я та соціальна допомога — 18,9 %, роздрібна торгівля — 10,3 %, мистецтво, розваги та відпочинок — 9,8 %.